# Peter Mim

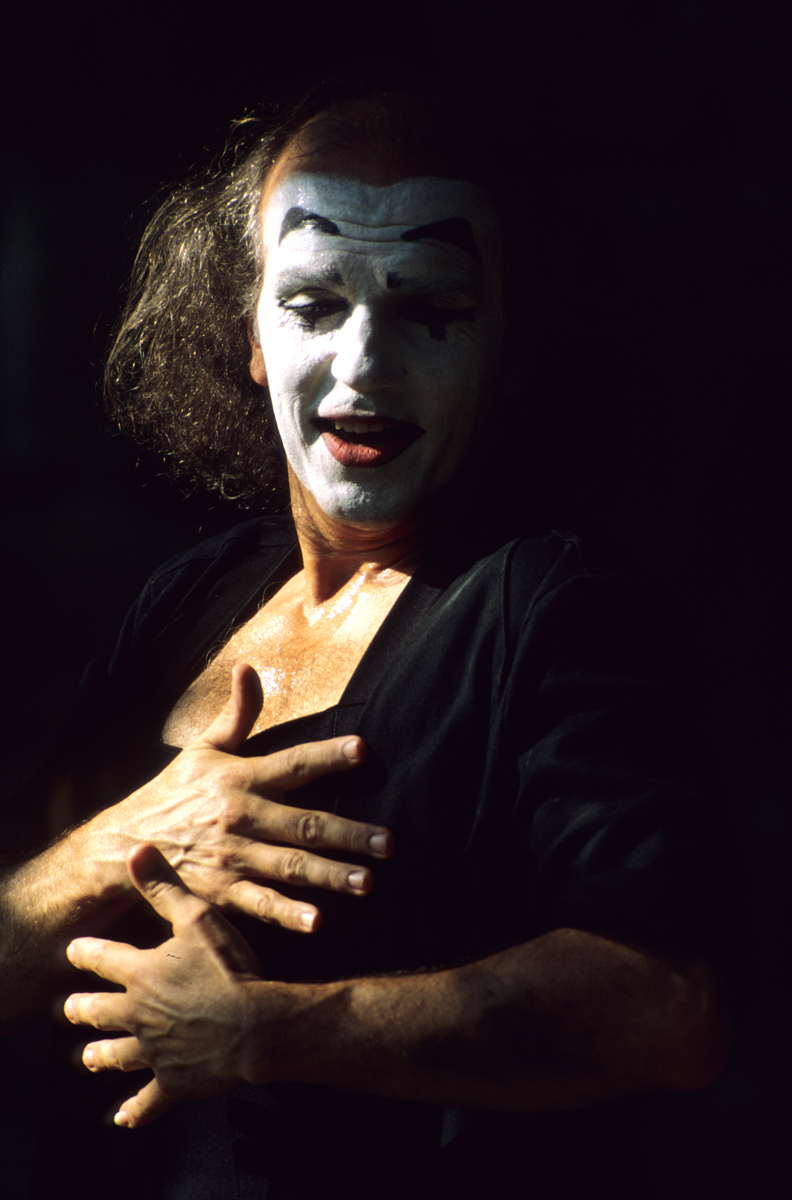
Peter Mim (2008)

Peter Mim, eigentlich Peter Stefanow Todorow, bulg. Петър Стефанов Тодоров, (* 28. Januar 1952 in Topolowgrad, Bulgarien) ist ein deutscher Pantomime, Dozent und Trainer für Körpersprache und nonverbale Kommunikation. Er lebt in Isernhagen bei Hannover.

## Werdegang
Während seines ersten Studiums zum Maschinenbauingenieur, das er an der TU-Sofia (früher ВМЕИ „В. И. Ленин“) mit Diplom abschloss, entdeckte er seine Liebe zur Kunst der Pantomime. Parallel begann er seine Ausbildung zum Pantomime-Künstler. Die ersten Engagements bekam Peter Mim in Theaterakademien in Sofia und Moskau. Seine Bühnenlaufbahn als Mime begann 1973. Er gründete in Sofia sein erstes Ensemble „MIMANS“, aus dem fünf Jahre später die professionelle Theatertruppe am Stadttheater (Драматичен Театър "Стефан Киров" - Сливен) Sliven resultierte. Ab 1978 wirkte er an verschiedenen Stadttheatern in Bulgarien als ausgebildeter Schauspieler, Regisseur und Pantomime-Künstler, zuletzt am Stadttheater Sliwen, wo er von 1987 bis 1989 Direktor war. Während dieser Zeit gastierte Peter Mim in nahezu allen großen Städten der damaligen DDR und hatte Tourneen ins sozialistische Ausland. Er besuchte Fortbildungen bei Mimen wie Tomaszewski, Ladislav Fialka und Marcel Marceau. Mit Letzterem verband ihn später eine enge künstlerische Freundschaft. Außerdem absolvierte er die Meisterklasse Butoh bei Tadashi Endo (einem Schüler von Kazuo Ohno).
Seit 1991, dem Jahr seiner Niederlassung in Deutschland, gastiert er auf den großen Bühnen und Festivals in aller Welt. Für die Spielzeiten 2003 und 2004 stand die Sommerakademie des Daidogei World Cup in Shizuoka, Japan unter seiner künstlerischen Leitung. Für die Spielzeit 2007/2008 wurde er für die Oper „Un re in ascolto“ („Ein König horcht“) von Luciano Berio an den Städtischen Bühnen Münster engagiert. Im Jahr 2008 und 2010 führten ihn Tourneen nach Südamerika, Dubai und Katar. Ein weiteres Projekt im Jahr 2010 war die Zusammenarbeit mit dem NDR Sinfonieorchester Herbert Chappells „Paddington Bear“ im Familienkonzert. 2011 arbeitete Peter Mim als Gastdozent an der Universität Hassan II in Casablanca, Marokko. 2012 folgten zahlreiche Engagements in den Niederlanden, Malta, Kroatien, Italien, Frankreich, Portugal und der Schweiz.
Peter Mim ist auch als Regisseur und Mimograph tätig. Produktionen waren „Der Alte Clown“, „Charlie Chaplin lebt weiter...“ – eine Hommage an Charlie Chaplin, dem Mimodrama Carmen (nach Prosper Mérimée) sowie mit dem „Plastischen Theater Pygmalion“, angelehnt an die bekanntesten Mythen der griechischen Antike und inspiriert von den mystischen finnischen Sagen. 
Neben seiner Tätigkeit als Pantomime, Choreograf und Regisseur ist Peter Mim auch in der bildenden Kunst aktiv. Seine Reisen und Tourneen beeinflussten seine künstlerische Entwicklung und prägten seinen Stil, der sich durch die Thematisierung von Freiheit und Fantasie auszeichnet.
Er nimmt regelmäßig an Kunstausstellungen teil und präsentiert dort Werke in Öl, Aquarell und Acryl sowie grafische Arbeiten.
Peter Mim ist der Initiator und Organisator des [Bike and Art Festivals], einer Veranstaltung, die eine Kombination aus Fahrradtour und kulturellen Erlebnissen in der Natur bietet. Das Festival findet seit 2021 jährlich statt und wird in vier Gemeinden in der nordöstlichen Region Hannovers durchgeführt. Peter Mim ist außerdem Gründer und Regisseur der Performancegruppe [Fenix Theatre Company], die er in Künstlerischer Leitung bis heute führt.
Als freischaffender Künstler tritt er seit Jahrzehnten in Deutschland, Europa und Übersee auf. Er bedient sich der klassischen Pantomime, setzt aber auch Elemente der modernen, innovativen Pantomime und visuelles Theater ein. Seine Aufführungen sind eine Mischung von Poesie, Humor, Philosophie und Komik. Isabel Christian schrieb 2011 in der Hannoversche Allgemeine: "Er gilt als Nachfolger von Marcel Marceau: Der Hannoveraner Peter Mim feiert als Pantomime weltweit Erfolge."

## Produktionen und Inszenierungen
- Two lads with ladies (1974; 1978)
- Die Schöpfung (1974)
- Der Student (1975)
- Hypothese (1975)
- Requiem für die Freiheit (1976)
- Der Alte Clown (1978; 1993)
- Made in Terra (1980)
- Das kann nicht sein (1980)
- Marathon (1981; 1996)
- Hochzeit während der Pest (1982)
- Masken (1982)
- Peter Mim Show (1988)
- Carmen (1983)
- Komik und Poesie (1993)
- Mim, Mim, Mime… (1994)
- Comedy Mime Cabaret (1995)
- Plastisches Theater Pygmalion (1996)
- Chaplin lebt weiter (1998)
- Wer hat die Clownsnase gestohlen (1999)
- Black & White (2000)
- Romantic Moments (2002)
- Garden Eden (2004)
- Die fast erzwungene Heirat (2011)
- Mime Painting Performance (2012)

## Filmografie
- Der Käfig (1976): Erster Preis für Kurzfilme in Babelsberg